# Brigitte Bierlein

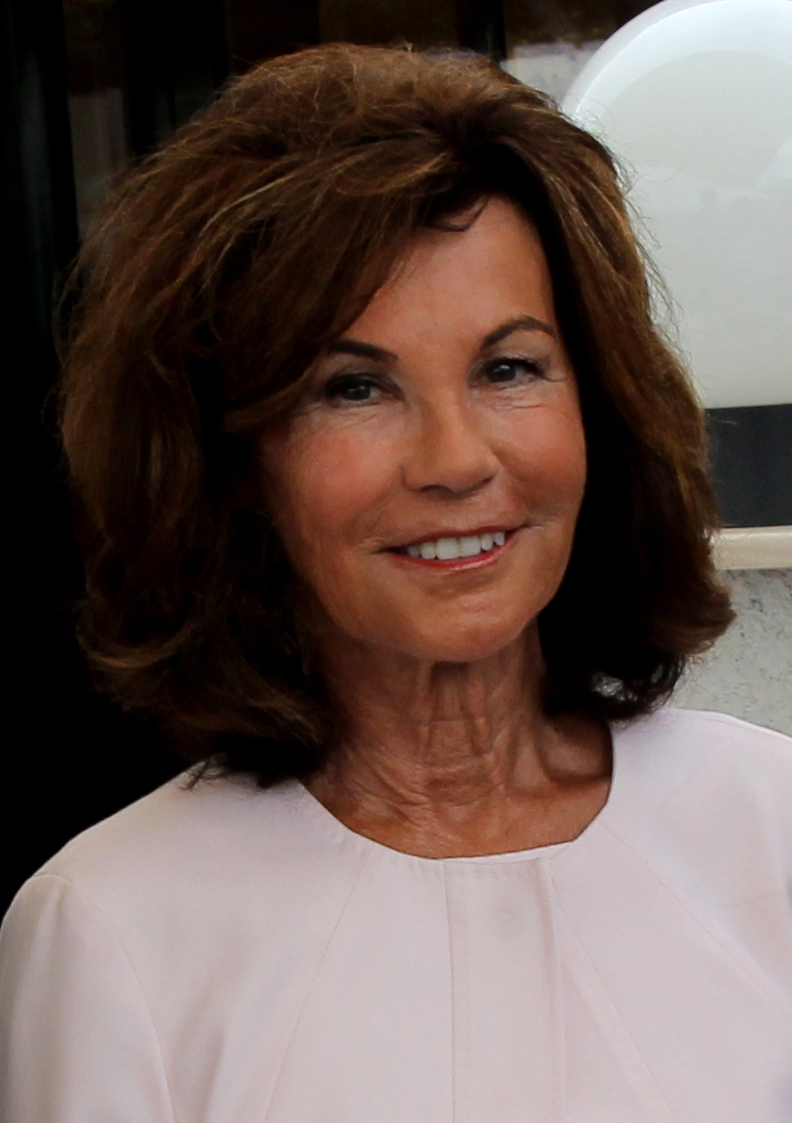
Brigitte Bierlein (2019)

Brigitte Theresia Bierlein (* 25. Juni 1949 in Wien; † 3. Juni 2024 ebenda) war eine österreichische Juristin, Verfassungsrichterin und parteilose Politikerin. Sie war vom 3. Juni 2019 bis zum 7. Jänner 2020 die erste Bundeskanzlerin der Republik Österreich.
Von 1990 bis 2003 war Bierlein Generalanwältin der Generalprokuratur beim Obersten Gerichtshof, von 2003 bis 2018 Vizepräsidentin und von 2018 bis 2019 Präsidentin des Verfassungsgerichtshofs der Republik Österreich.
Nach der Veröffentlichung der Ibiza-Affäre um den damaligen Vizekanzler Strache (FPÖ) und der Abwahl der Bundesregierung Kurz I per Misstrauensvotum im Nationalrat beauftragte Bundespräsident Alexander Van der Bellen Bierlein, bis zur Nationalratswahl 2019 und der Angelobung einer neuen Regierung eine Übergangsregierung mit parteilosen Experten zu bilden. Die Bundesregierung Bierlein amtierte bis zum 7. Jänner 2020.

## Leben
Nach der Pflichtschule besuchte Brigitte Bierlein das Bundesgymnasium Wien III in der Kundmanngasse, an dem sie 1967 die Matura ablegte. 
Anschließend nahm sie das Studium der Rechtswissenschaften an der Universität Wien auf und absolvierte dieses in Mindestzeit. 1971 wurde sie zum Doktor der Rechtswissenschaften promoviert. Nach dem richterlichen Vorbereitungsdienst und der Richteramtsprüfung im Jahr 1975 war Bierlein als Richterin zunächst am Bezirksgericht Innere Stadt in Wien und dann am damaligen Strafbezirksgericht Wien tätig. 1977 wurde sie in Wien Staatsanwältin für allgemeine und politische Strafsachen. Im Jahr 1986 wechselte Bierlein zur Oberstaatsanwaltschaft Wien.
Ab 1987 war sie in der Strafrechtssektion des Bundesministeriums für Justiz tätig und kehrte anschließend wieder als Oberstaatsanwältin zur Oberstaatsanwaltschaft Wien zurück. 1990 wurde sie die erste Frau im Amt des Generalanwalts in der Generalprokuratur beim Obersten Gerichtshof und war dort auch stellvertretende Leiterin der Generalprokuratur. Bierlein engagierte sich auch außerhalb ihrer beruflichen Tätigkeit in juristischen Organisationen und wurde 1995 Mitglied des Vorstands der Vereinigung österreichischer Staatsanwälte. Von 2001 bis 2003 war sie deren Präsidentin. Von 2001 bis 2003 war sie außerdem Vorstandsmitglied der International Association of Prosecutors (IAP).
Bierlein war Mitglied der Jury der Margaretha Lupac-Stiftung für Parlamentarismus und Demokratie zur Vergabe des Demokratiepreises und des Wissenschaftspreises, womit Arbeiten ausgezeichnet werden, welche die Funktionsweise und die Grundwerte der österreichischen Republik fördern und darüber hinaus auch Forschungsarbeiten unterstützt werden, die sich mit der Geschichte und Entwicklung des österreichischen Parlamentarismus auseinandersetzen.
Im April 2019 wurde Brigitte Bierlein zur Leiterin der Sonderkommission zur Klärung der Vorwürfe gegen die Ballettschule Wiener Staatsoper berufen, in der sie auch den Sachbereich Recht bzw. Opferschutz verantwortete. 
In dieser Funktion folgte ihr im Juni 2019 Susanne Reindl-Krauskopf nach. Nach ihrer Zeit als Bundeskanzlerin zog sie sich ins Privatleben zurück.
Bierleins langjähriger Lebensgefährte war der Richter Ernest Maurer (1944–2021). 
Bierlein starb am 3. Juni 2024 nach kurzer schwerer Krankheit im Alter von 74 Jahren in Wien. 
Am 14. Juni 2024 wurde sie im Rahmen eines Staatsbegräbnisses in einem Ehrengrab auf dem Wiener Zentralfriedhof beigesetzt. Das feierliche Requiem im Wiener Stephansdom leitete der Wiener Erzbischof Kardinal Christoph Schönborn. Es sprachen Bundespräsident Alexander Van der Bellen, Bundeskanzler Karl Nehammer und der Präsident des Verfassungsgerichtshofes, Christoph Grabenwarter.

### Verfassungsgerichtshof

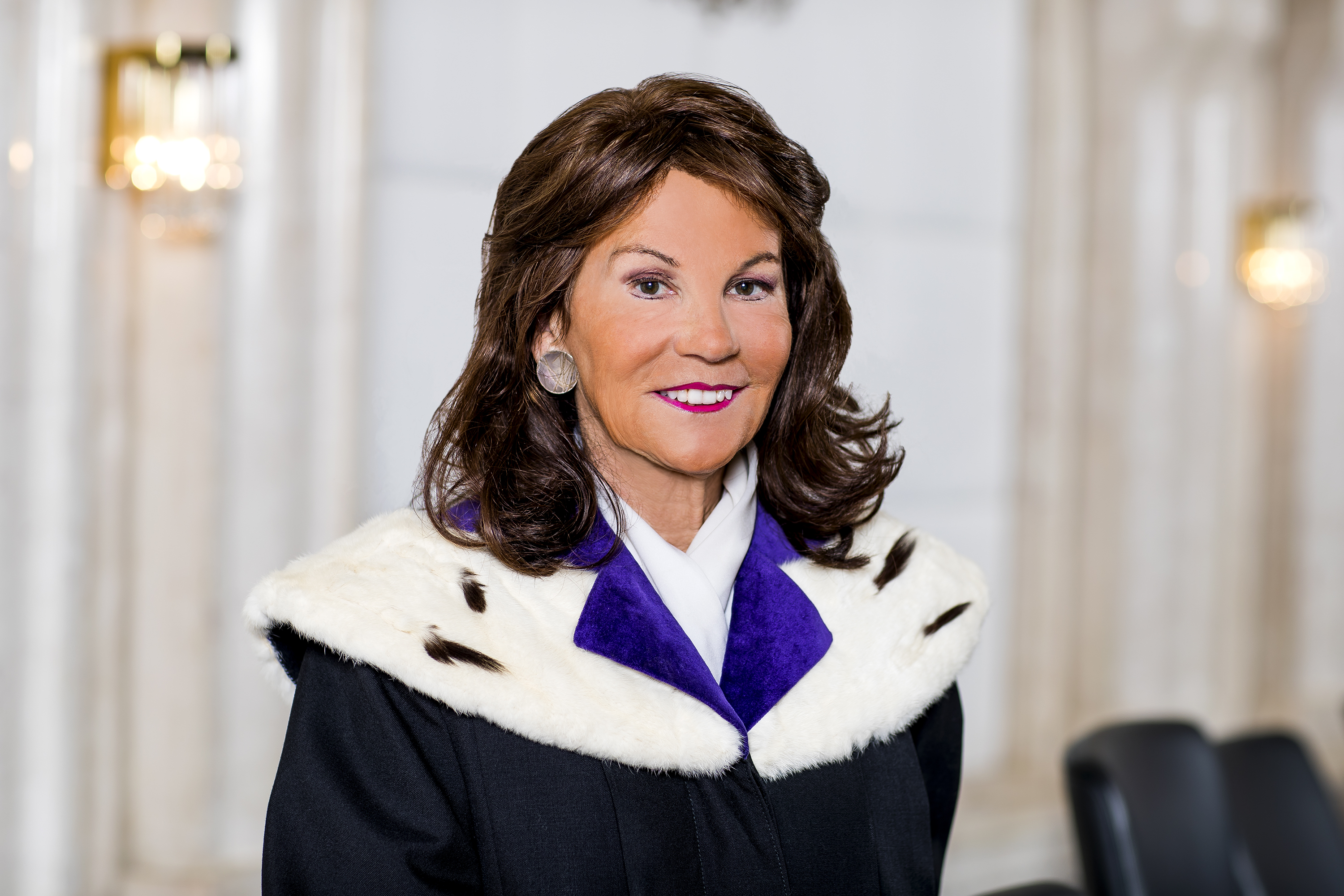
Bierlein im Talar als Präsidentin des Verfassungsgerichtshofs (2018)

Im Jahr 2002 wurde Bierlein von der österreichischen Bundesregierung als Mitglied des Verfassungsgerichtshofes und zugleich – als erste Frau – als dessen Vizepräsidentin vorgeschlagen. Am 28. November 2002 wurde sie von Bundespräsident Thomas Klestil mit Wirksamkeit vom 1. Jänner 2003 zur Vizepräsidentin ernannt.
Nach dem altersbedingten Ausscheiden von Gerhart Holzinger als VfGH-Präsident am 31. Dezember 2017 leitete Bierlein als Vizepräsidentin zunächst interimistisch den Verfassungsgerichtshof gemäß § 3 Abs. 4 iVm Abs. 2 VfGG. 
Am 23. Februar 2018 wurde sie auf Vorschlag der Bundesregierung Kurz I von Bundespräsident Alexander Van der Bellen als erste Frau zur Präsidentin des Verfassungsgerichtshofs ernannt.
Gemäß Art. 147 Abs. 4 u. 5 B-VG dürfen Mitglieder des Verfassungsgerichtshofs nicht gleichzeitig auch der Bundesregierung angehören (Grundsatz der Inkompatibilität). Vor der Angelobung als Bundeskanzlerin legte Brigitte Bierlein daher das Amt als Präsidentin des Verfassungsgerichtshofes mit 2. Juni 2019 zurück, einige Monate vor dem altersbedingt vorgesehenen Ende ihrer Amtszeit am 31. Dezember 2019.

### Bundeskanzlerin

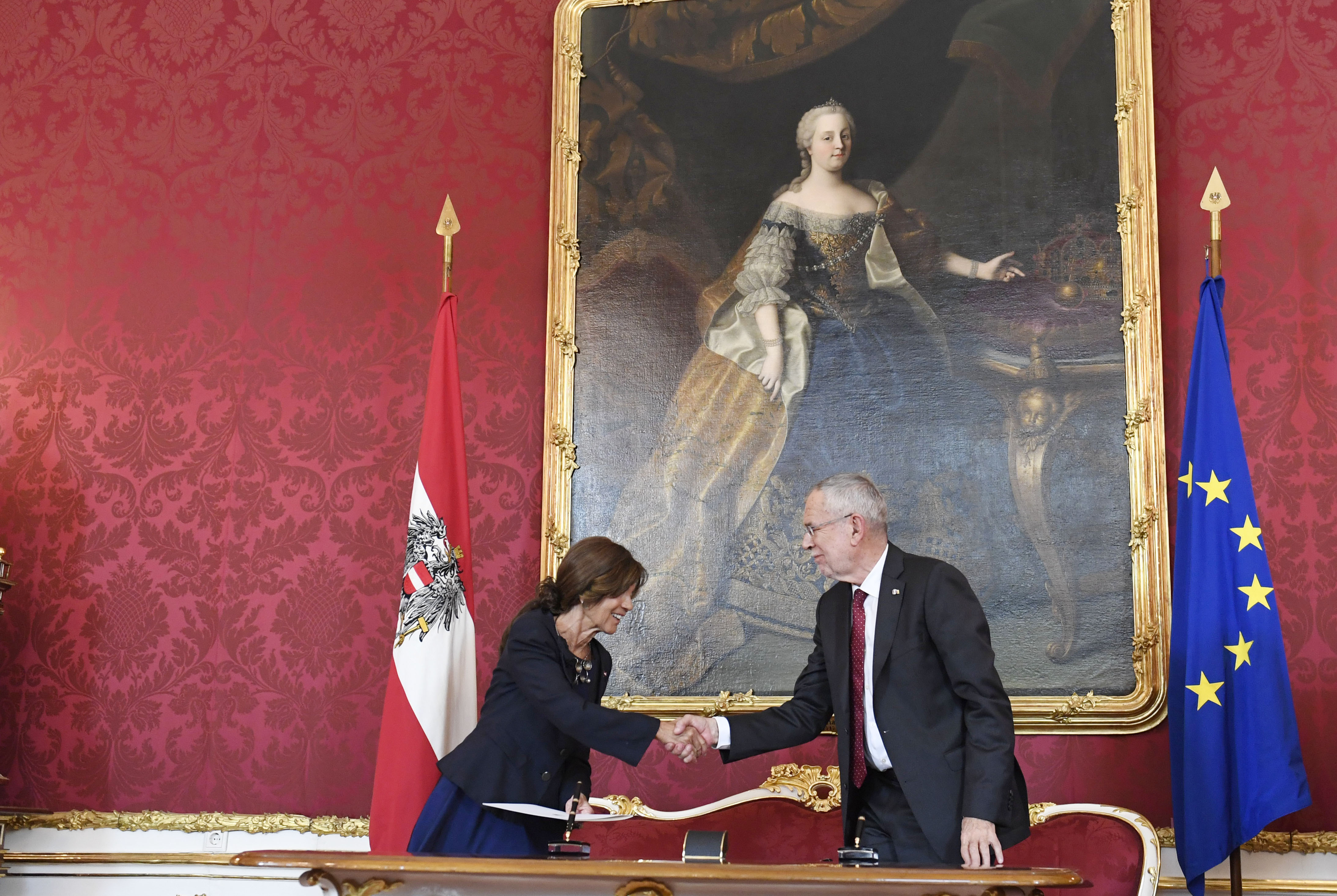
Angelobung von Brigitte Bierlein zur Bundeskanzlerin durch Bundespräsident Alexander Van der Bellen (2019)

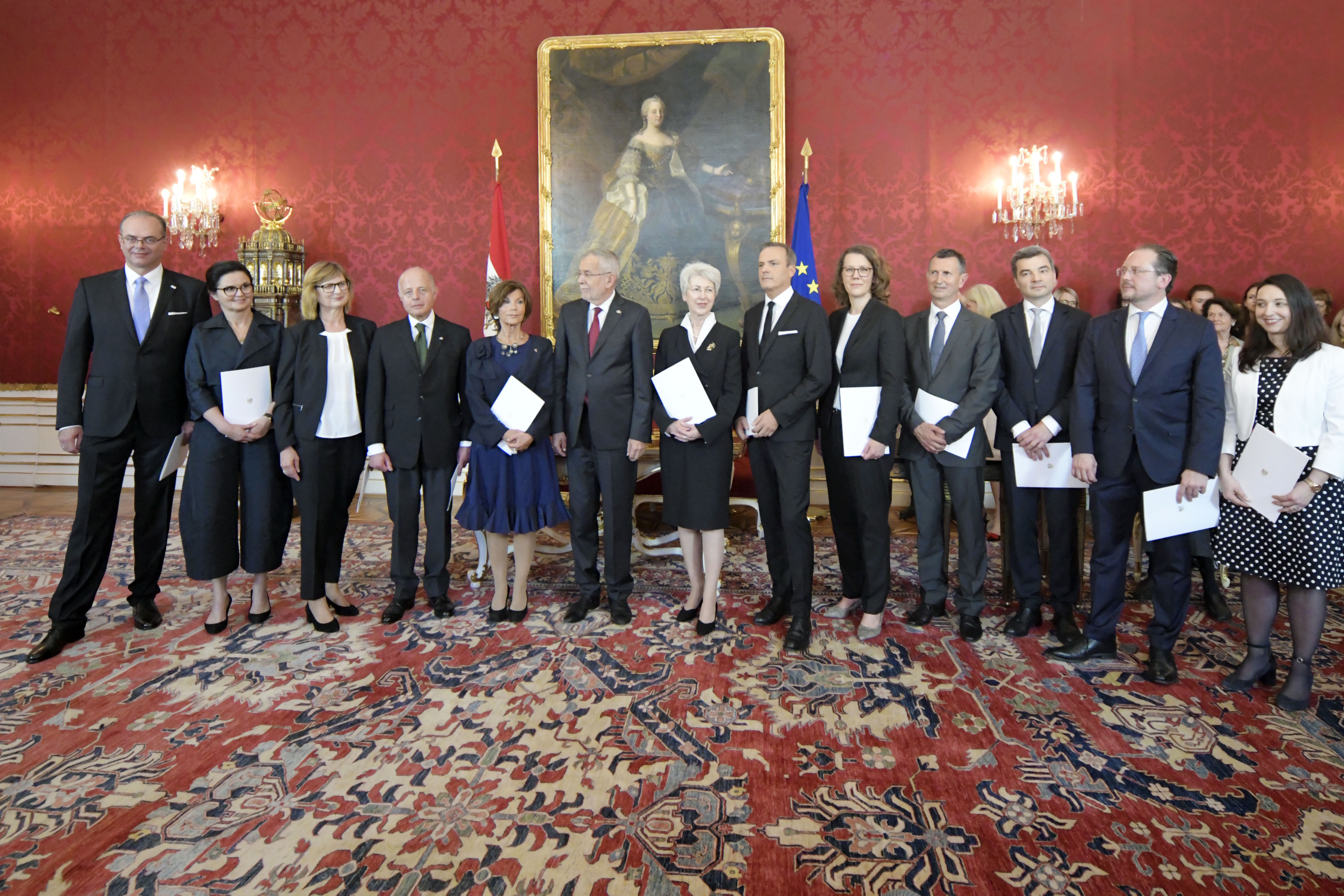
Die Bundesregierung Bierlein bei der Angelobung am 3. Juni 2019

Am 30. Mai 2019 wurde Bierlein als erste Frau in der Geschichte der Republik Österreich für das Amt des Bundeskanzlers designiert. Bundespräsident Alexander Van der Bellen beauftragte sie mit der Bildung einer Übergangsregierung bis zur Regierungsbildung nach der für Herbst 2019 angesetzten Neuwahl des Nationalrats, nachdem der Nationalrat in Folge der Ibiza-Affäre der Bundesregierung Kurz I das Misstrauen ausgesprochen hatte. 
Am 3. Juni 2019 wurde sie in der Nachfolge der für wenige Tage provisorisch eingesetzten einstweiligen Bundesregierung Löger vom Bundespräsidenten als Bundeskanzlerin, und es wurden, wie es die Bundesverfassung vorsieht, unmittelbar danach auf ihren Vorschlag hin die anderen Mitglieder der Bundesregierung Bierlein angelobt.
Die Bundesregierung Bierlein setzte sich aus sechs Frauen und sechs Männern zusammen. Ihr wurden keine Staatssekretäre beigegeben. Die Übergangsregierung sollte bis zur Angelobung einer neuen Regierung nach der vorgezogenen Nationalratswahl im Herbst 2019 die Amtsgeschäfte der Bundesministerien weiterführen. Am 7. Jänner 2020 endete nach mehr als einem halben Jahr die Amtszeit der Übergangsregierung unter Bierlein mit der Angelobung der Bundesregierung Kurz II unter dem abermaligen Bundeskanzler Sebastian Kurz.
Bierlein war parteilos. Ihre politische Ausrichtung wurde in den Wiener Tageszeitungen Die Presse als „rechts der Mitte“, im Standard als bürgerlich oder rechtskonservativ beschrieben.

## Ehrungen und Auszeichnungen (Auswahl)
- 2005: Großes Silbernes Ehrenzeichen am Bande für Verdienste um die Republik Österreich[28]
- 2020: Großkreuz des Verdienstordens der Italienischen Republik
- 2021: Großes Goldenes Ehrenzeichen am Bande für Verdienste um die Republik Österreich[29]
- 2022: Großes Verdienstkreuz mit Stern und Schulterband der Bundesrepublik Deutschland